# Manuel la Peña
Manuel la Peña Rodríguez y Ruiz de Sotillo foi um militar espanhol que prestou serviço durante a Guerra Peninsular. Apesar de ser visto como incompetente, ascendeu ao posto de capitão-general da Andaluzia. É conhecido por comandar uma expedição anglo-espanhola desde Cádis, com o objectivo de quebrar o cerco naquela cidade, que levou à Batalha de Barrosa.